# チョン・グァンテ
チョン・グァンテ（朝鮮語: 정광태、1955年3月23日 - ）は、大韓民国のコメディアン、歌手。 「独島は我が領土（독도는 우리땅）」を歌った歌手として広く知られている。
1996年に、放送の取材で日本へ行こうとした際に入国査証の発給を拒まれたことがある、また、一時はアメリカ合衆国の永住権をもっていたが1999年に放棄し、本籍を「独島」（竹島）に移した、と自ら述べている。

## 学歴
- ソラボル（徐羅伐）高等学校 (서라벌고등학교)
- 明知大学校貿易学科

## 歌手活動
1974年、KBSのテレビ番組『젊음의 행진（若さの行進）」でデビュー。

### 主なアルバム
- 1974年､『한심이의 독백情(心の独白)』※非音楽コメディアルバム
- 1974年､『개구 한심이(開口、情心が)』※非音楽コメディアルバム
- 1982年、『웃기는노래와웃기지않는노래(面白い歌と面白くない歌)』※オムニバスアルバム
- 1983年、『도요새의 비밀（シギの秘密）』
- 1985年、『김치주제가 앨범（キムチ主題歌）』
- 2001年、『아름다운 독도（美しい独島）』

### 代表曲
以下の楽曲は全て朴文榮が制作している。
- 独島は我が領土（독도는 우리땅）
- 韓国を輝かせた100名の偉人たち（한국을 빛낸 100명의 위인들）
- トヨセの秘密（도요새의 비밀）
- チャラパパ（짜라빠빠）
- キムチ主題歌（김치주제가）
- 頑張れ力（힘내라 힘）

## 経歴
- 2007年 - 韓国演芸製作者協会（한국연예제작자협회）理事
- 2008年 - 韓国演芸製作者協会 副会長
- 2009年 - 全羅南道宝城郡広報大使
- 2010年 - 国際大学演芸マネジメント科 招聘教授

## 受賞
- 1983年 - 鬱陵郡感謝盃、KBS男声新人歌手賞
- 1984年 - KBS歌詞大賞 銅賞
- 2005年 - 大韓民国花冠文化勲章